# Carlo Varese (pittore)
Carlo Varese (Milano, 11 marzo 1903 – Zibido San Giacomo, 25 maggio 1977) è stato un pittore italiano.

## Biografia
Nato a Milano nel 1903 in una famiglia di musicisti che asseconda la sua predisposizione per la pittura, iscrivendolo alla scuola dell'artista milanese tardo-romantico Attilio Andreoli.
Molto attivo nel dibattito artistico contemporaneo, nel giugno del 1931 viene nominato commissario esterno all'Accademia di Brera.
Stringe una forte amicizia con Carlo Carrà, con il quale condivide l'iniziale impronta stilistica chiarista: nel 1939 si aggiudica il primo Premio Bergamo con La spiaggia di Viserba, quadro dai colori giallo e giallo ocra e dalle pennellate ben decise e strutturate.
In altri dipinti invece, alcune atmosfere rarefatte e le forme semplificate ricordano talvolta Felice Casorati.
Le opere giovanili dell'artista sono solo in parte reperibili, essendo andati perduti molti dipinti nel bombardamento che distrusse il suo studio milanese; durante la guerra, Varese dipinge in alta Val Seriana insieme a Arturo Tosi e conosce il pittore Raffaele De Grada, che con lui condivide lo studio di via Castel Morrone.
Nel 1959 ha una commissione di rilievo: i mosaici della facciata della chiesa Santa Maria Liberatrice a Milano, opera dell'architetto Ezio Cerutti.
Alcune delle sue opere vanno ricercate anche nei luoghi dei suoi soggiorni a Winterthur, nei primi anni del dopoguerra e oltre, dove realizzò anche ritratti per la borghesia alemanna. ln Svizzera ebbe modo di apprezzare le opere postimpressioniste a Villa Flora (Winterthur). Alcuni paesaggi e in particolare gli ultimi, ricordano appunto Bonnard. La campagna lombarda fu la sua ultima fonte di ispirazione. 
Di lui noto un Ritratto di Edoardo Azeglio Vicini del 1946, conservato presso la Quadreria dell'Ospedale Maggiore di Milano.
Nel 1975 si trasferisce a San Pietro Cusico, frazione di Zibido San Giacomo, dove muore il 25 maggio 1977.

## Principali esposizioni collettive
- I Quadriennale d'Arte di Roma (1931) con Mezza figura[5];
- II Quadriennale d'Arte di Roma (1935) con Natura morta[6];
- XX Esposizione internazionale d'arte di Venezia (1936) con Fiori, Figura e Paesaggio[7].